# Martin Naglič
Martin Naglič, slovenski rimskokatoliški duhovnik, jezuit in pesnik, * 1. november 1748, Žiri, † 15. november 1795, Ljubljana.

## Življenje in delo
Rodil se je očetu Janezu in materi Katarini. Po srednji šoli v Ljubljani in bogoslovnih študijah med letoma 1759 in 1768, je leta 1768 stopil v jezuitski red. Med letoma 1768 in 1770 je bil v noviciatu na Dunaju. 
V letih 1770 in 1771 je bil repetitur humaniorum v Leobnu, v letih 1771 in 1772 pa v Gradcu. Nato se je vrnil v Ljubljano. V letih 1772 in 1773 je bil profesor na jezuitski gimnaziji. Profesor v humanitetnem razredu je bil še leta 1782. Leta 1781 je postal član obnovljene akademije operozov. Leta 1784 je postal član komisije za revizijo Japljevega in Kumerdejevega prevoda Biblije (glej: Japljeva Biblija). Bil je šibkega zdravja. Bolehal je za jetiko, ki je bila verjetno razlog, da je opustil profesuro vsaj leta 1789.
Pod vplivom Marka Pohlina ga je prevevala prerodna miselnost. Sodeloval je pri manjših akcijah naših preroditeljev in objavil nekaj pesmi v Devovih Pisanicah (COBISS). Nasprotoval je Japljevi pobudi, da bi kapucini izdali Hipolitov slovar.